# ۱۷۲ (قمری)
۱۷۲ (قمری)، صد و هفتاد و دومین سال در گاهشماری هجری قمری است. اول محرم این سال برابر با پانزدهم ژوئن سال ۷۸۸ میلادی است.